# Mp. Adama i Ewy
Mp. Adama i Ewy – polski czarno-biały film dokumentalny-fabularyzowany z 1944 roku. Film wyprodukowany został przez Referat Filmowy Armii Polskiej na Wschodzie.
Film ukazuje losy grupy młodych ochotników szkolonych na żołnierzy w armii generała Andersa.

## Obsada
- K. Utnik (Antek),
- S. Ruszał (Jóźko)